# Kaçkar-hegy
Kaçkar Dağı, magassága 3937 méter, a Kaçkar-hegység legmagasabb csúcsa . A legkönnyebben az északkeleti gerinc útvonalán lehet felmászni rá.